# Tata (Hungria)
Tata é uma cidade da Hungria, situada no condado de Komárom-Esztergom. Tem 78,13 km² de área e sua população em 2019 foi estimada em 23.377 habitantes.